# São Gonçalo do Gurgueia
São Gonçalo do Gurguéia es un municipio brasileño del estado del Piauí. Se localiza a una latitud 10º01'49" sur y a una longitud 45º18'10" oeste, estando a una altitud de 440 metros. Su población estimada en 2004 era de 2 387 habitantes.
Posee un área de 1237,9 km².